# 土佐光文

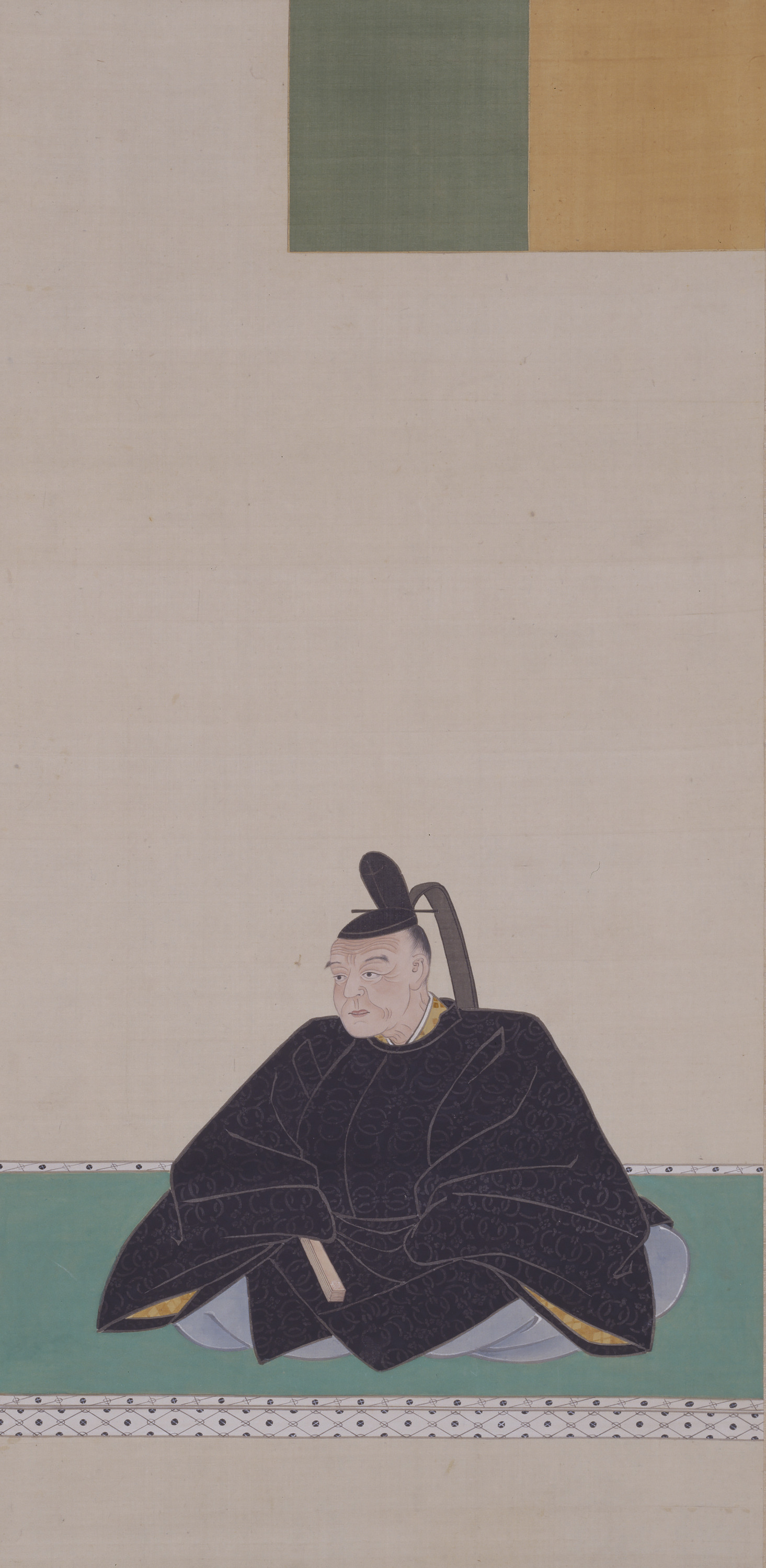
土佐光文像（土佐光武筆、京都国立博物館蔵）

土佐 光文（とさ みつぶみ/みつあや、文化9年3月25日〈1812年5月6日〉 - 1879年〈明治12年〉11月9日）は、日本の江戸時代後期から明治初期にかけて活動した土佐派の絵師、日本画家。土佐派分家の2代目土佐光孚の次男で、後に本家に養子入りし、土佐派第22代を継いだ。幼名は延丸、字は子炳、号は韓水。名は「みつあや」ともよむ。

## 略伝
京都出身。兄に分家を継いだ土佐光清がいる。宗家の土佐光禄に後継がいなかったため、嗣子となり土佐本家を継ぎ、禁裏所預となった。文政11年10月13日（1828年11月19日）数え17歳で従六位上・肥後介、天保6年8月23日（1835年10月14日）24歳で正六位下・左近衛将監、同13年1月29日（1842年3月10日）31歳で従五位下、嘉永2年閏4月9日（1849年5月30日）38歳で従五位上、安政3年2月5日（1856年3月11日）45歳で正五位下、慶応2年8月10日（1866年9月18日）55歳で従四位下・備前守に叙される。
安政度御所障壁画制作では、画工頭を務めた。絵師としては東山春秋画会に参加し、解散後は中島来章・塩川文麟らと如雲社を創設し、明治の京都画壇の架け橋となった。明治維新後も、明治4年（1872年）の京都博覧会で賞状を受けるなど活動を続けている。明治12年（1879）死去、享年68。墓所は知恩寺。跡は息子の土佐光章が継いだ。弟子に川辺御楯、川崎千虎、柴田真哉など。

## 作品
| 作品名                                 | 技法                         | 形状・員数     | 寸法（縦x横cm）   | 所有者           | 年代              | 落款・印章 | 文化財指定 | 備考 |
| -------------------------------------- | ---------------------------- | -------------- | ----------------- | ---------------- | ----------------- | ---------- | --- | ---- |
| 松島図襖                               | 麻本墨画                     | 襖2面          | 205.0x133.0（各） | 宮内庁京都事務所 | 1855年（安政2年） |            | 清涼殿鬼の間北面所在。 |      |
| 若ノ浦図襖                             | 麻本墨画                     | 襖2面          | 205.0x133.0（各） | 宮内庁京都事務所 | 1855年（安政2年） |            | 清涼殿台盤所南面所在で、松島図襖の裏面。                                                                                                 |      |
| 青葉山図襖                             | 絹本著色                     | 襖2面          | 161.0x118.5（各） | 宮内庁京都事務所 | 1855年（安政2年） |            | 清涼殿台盤所北面所在。 |      |
| 宮城野図襖                             | 絹本著色                     | 襖2面          | 161.0x118.5（各） | 宮内庁京都事務所 | 1855年（安政2年） |            | 清涼殿朝餉の間南面所在で、青葉山図襖の裏面。                                                                                             |      |
| 天橋立図襖                             | 絹本著色                     | 襖2面          | 161.0x82.6（各）  | 宮内庁京都事務所 | 1855年（安政2年） |            | 清涼殿御手水の間東側所在で、土佐光清筆「難波江図」の裏面。                                                                               |      |
| 勢田橋図襖                             | 麻本墨画                     | 襖2面          | 205.0x133.0（各） | 宮内庁京都事務所 | 1855年（安政2年） |            | 清涼殿御手水の間北側所在。 |      |
| 竹ニ虎図                               | 紙本著色総金雲取金砂子金泥引 | 襖20面         | 188.5x94.0（各）  | 宮内庁京都事務所 | 1867年（慶応3年） |            | |      |
| 花卉図・遊漁図・水草ニ蛍図・水草ニ蟹図 | 絹本著色金砂子金泥引         | 御袋棚小襖16面 | 79.2x34.5（各）   | 宮内庁京都事務所 | 1867年（慶応3年） |            | 竹ニ虎図と共に御常御殿御寝の間所在。安政度では原在照筆の障壁画だったが、この部屋で孝明天皇が崩御したため、模様替えのため描き改められた。 |      |